# Tortula brevissima
Tortula brevissima är en bladmossart som beskrevs av Schiffner 1913. Tortula brevissima ingår i släktet tussmossor, och familjen Pottiaceae. Inga underarter finns listade i Catalogue of Life.